# Taille de fichier
 (janvier 2021).
Si vous disposez d'ouvrages ou d'articles de référence ou si vous connaissez des sites web de qualité traitant du thème abordé ici, merci de compléter l'article en donnant les références utiles à sa vérifiabilité et en les liant à la section « Notes et références ».
En informatique, la taille d'un fichier est une mesure de la quantité de données contenues dans un fichier informatique ou, alternativement, de la quantité de stockage qu'il consomme. Généralement, la taille du fichier est exprimée en unités de mesure basées sur l'octet. Par convention, les unités de taille de fichier utilisent soit un préfixe métrique, soit un préfixe binaire.

## Unités
Au début des ordinateurs, lorsque les capacités de stockage étaient de quelques milliers d'octets, les ingénieurs ont remarqué que 210 octets (soit 1024 o) était très proche de 103. Ils ont commencé à parler de 1024 octets comme d'un kilooctet ; avec le kilooctet, la différence n'était que de 2,4%. Mais avec le temps, les capacités de stockage augmentant, les kilooctets sont devenus des mégaoctets, gigaoctets voire des téraoctets ; et la différence a augmenté avec. De 2,4% pour les kilooctets, la différence est de quasiment 10% pour un téraoctet.
Aujourd'hui la notation kilooctet (ou ko) désigne 1000 octets, et kibibyte (KiB) 1024 octets.
Un système de fichiers peut afficher toutes les tailles avec le système métrique avec seulement kB sur les petits fichiers l'indiquant, alors que certains systèmes de fichiers/systèmes d'exploitation afficheraient les tailles dans, le système binaire traditionnellement utilisé sur les ordinateurs, pour toutes les tailles, par exemple KB, même si les fabricants de disques durs peuvent préférer utiliser le système métrique (par exemple GB vaut 1 000 000 000 d'octets et TB vaut 1000 GB), pour afficher des nombres de capacité plus élevées pour leurs produits[Quoi ?].
Les transferts de fichiers peuvent utiliser des taux d'unités d'octets (par exemple, les Mo/s) en système binaire, plutôt que métrique. Tandis que le matériel de réseau, comme le WiFi, utilise toujours le système métrique (Mbits/s, Gbits/s, etc.) d'unités de bits (et il doit envoyer plus que les fichiers eux-mêmes, de sorte qu'il faut tenir compte de certains frais généraux), ce qui rend des termes superficiellement similaires très incompatibles[Quoi ?].
| Unité traditionnelle | Unité traditionnelle | Unité traditionnelle | Unité traditionnelle              | Unité traditionnelle |  | Système décimal en comparaison | Système décimal en comparaison | Système décimal en comparaison | Système décimal en comparaison    | Système décimal en comparaison |
| Nom                  | IEC                  | Binaire              | Nombre d'octets                   | Égal à               |  | Nom                            | IEC                            | Décimal                        | Nombre d'octets                   | Égal à                         |
| Kibioctet            | Kio                  | 210                  | 1,024                             | 1024 o               |  | Kilooctet                      | ko                             | 103                            | 1,000                             | 1000 octets                    |
| Mébioctet            | Mio                  | 220                  | 1,048,576                         | 1024 Kio             |  | Mégaoctet                      | Mo                             | 106                            | 1,000,000                         | 1000 koctets                   |
| Gibioctet            | Gio                  | 230                  | 1,073,741,824                     | 1024 Mi              |  | Gigaoctet                      | Go                             | 109                            | 1,000,000,000                     | 1000 Moctets                   |
| Tébioctet            | Tio                  | 240                  | 1,099,511,627,776                 | 1024 Gio             |  | Téraoctet                      | To                             | 1012                           | 1,000,000,000,000                 | 1000 Goctets                   |
| Pébioctet            | Pio                  | 250                  | 1,125,899,906,842,624             | 1024 Tio             |  | Pétaoctet                      | Po                             | 1015                           | 1,000,000,000,000,000             | 1000 Toctets                   |
| Exbioctet            | Eio                  | 260                  | 1,152,921,504,606,846,976         | 1024 Pio             |  | Exaoctet                       | Eo                             | 1018                           | 1,000,000,000,000,000,000         | 1000 Poctets                   |
| Zébioctet            | Zio                  | 270                  | 1,180,591,620,717,411,303,424     | 1024 Eio             |  | Zettaoctet                     | Zo                             | 1021                           | 1,000,000,000,000,000,000,000     | 1000 Eoctes                    |
| Yobioctet            | Yio                  | 280                  | 1,208,925,819,614,629,174,706,176 | 1024 Zio             |  | Yottaoctet                     | Yo                             | 1024                           | 1,000,000,000,000,000,000,000,000 | 1000 Zétaoctet                 |

## Système de fichiers
Lorsqu'un fichier est écrit sur un système de fichiers – ce qui est le cas dans la plupart des périphériques modernes – il peut consommer un peu plus d'espace disque que le fichier n'en a pas besoin. C'est parce que le système de fichiers arrondit la taille à la hausse pour inclure tout l'espace inutilisé restant dans le dernier secteur de disque utilisé par le fichier. L'espace gaspillé est appelé espace libre ou fragmentation interne. Bien que les tailles de secteur plus petites permettent une utilisation plus dense de l'espace disque, elles diminuent l'efficacité opérationnelle du système de fichiers.
La taille maximale des fichiers pris en charge par un système de fichiers dépend non seulement de la capacité du système de fichiers, mais aussi du nombre de bits réservés pour le stockage des informations sur la taille des fichiers. La taille maximale de fichier dans le système de fichiers FAT32, par exemple, est de 4 294 967 295 octets, soit un octet de moins de 4 GiB.